# ولاية أراغوا
أراغوا (بالإسبانية: Aragua)‏ هي ولاية في فنزويلا. يقدر عدد سكانها بـ 1,689,056 نسمة ومساحتها 7,014 كم2.

## التقسيم الإداري
تضم الولاية 18 بلدية وتنقسم البلديات لأبرشيات:
| العلم | البلدية                      | المركز               | المساحة   | السكان (إحصاء 2011) | رئيس البلدية الحالي                                      |
| ----- | ---------------------------- | -------------------- | --------- | ------------------- | -------------------------------------------------------- |
|       | بوليفار                      | سان ماتيو            | 58 كم²    | 38،047 نسمة         | فريدي أريناس (الحزب الاشتراكي الموحد الفنزويلي)          |
|       | كاماتاجوا                    | كاماتاجوا            | 780 كم²   | 16،627 نسمة         | رافائيل جونزاليس (الحزب الاشتراكي الموحد الفنزويلي)      |
|       | فرانسيسكو ليناريس ألكانتارا  | سانتا ريتا           | 24 كم²    | 123122 نسمة         | رايزا ماركيز (الحزب الاشتراكي الموحد الفنزويلي)          |
|       | جيراردوت                     | ماراكاي              | 302 كم²   | 407109 نسمة         | بيدرو باستيداس (الحزب الاشتراكي الموحد الفنزويلي)        |
|       | خوسيه أنجيل لاماس            | سانتا كروز           | 20 كم²    | 32981 نسمة          | يبيس بيريز (الحزب الاشتراكي الموحد الفنزويلي)            |
|       | خوسيه فيليكس ريباس           | لا فيكتوريا          | 419 كم²   | 143501 نسمة         | خوان كارلوس سانشيز (الحزب الاشتراكي الموحد الفنزويلي)    |
|       | خوسيه رافائيل ريفينجا        | إل كونسيجو           | 192 كم²   | 48800 نسمة          | فرانسيسكو مارتينيز (الحزب الاشتراكي الموحد الفنزويلي)    |
|       | ماريو بريسينيو إيراجوري      | إل ليمون             | 53 كم²    | 99852 نسمة          | كارلوس خافيير فيلاردي (الحزب الاشتراكي الموحد الفنزويلي) |
|       | ليبرتادور                    | بالو نيغرو           | 52 كم²    | 114355 نسمة         | غونزالو دياز (حركة الجمهورية الخامسة)                    |
|       | أوكوماري دي لا كوستا دي أورو | أوكوماري دي لا كوستا | 340 كم²   | 12816 نسمة          | روبرتو خوسيه ماديرو (كوباي)                              |
|       | سان كاسيميرو                 | سان كاسيميرو         | 498 كم²   | 25.540 نسمة         | جوني مارتينيز (حركة الجمهورية الخامسة                    |
|       | سان سباستيان                 | سان سباستيان         | 780 كم²   | 23279 نسمة          | كارلوس غييرمو ميراندا إسكوبار (بوديموس)                  |
|       | سانتياغو مارينو              | سانتياغو مارينو      | 497 كم²   | 211،010 نسمة        | فرانسيسكو جيراتانا (حركة الجمهورية الخامسة)              |
|       | سانتوس ميشلينا               | سانتوس ميشيلينا      | 220 كم²   | 38574 نسمة          | رينالدو لوركا (حركة الجمهورية الخامسة)                   |
|       | سوكري                        | كاجوا                | 76 كم²    | 114509 نسمة         | ويلسون كوي (الحزب الاشتراكي الموحد الفنزويلي)            |
|       | توفار                        | كولونيا توفار        | 255 كم²   | 14161 نسمة          | إستيبان بوكاراندا (الحزب الاشتراكي الموحد الفنزويلي)     |
|       | أوردانيتا                    | باربكواس             | 2،024 كم² | 21271 نسمة          | سوتيرو غونزاليس (كوباي)                                  |
|       | زامورا                       | فيلا دي كورا         | 649 كم²   | 144759 نسمة         | ألدو لوفيرا (الحزب الاشتراكي الموحد الفنزويلي)           |

## أعلام
- خواكين كريسبو
- ديف كونسيبسيون
- رودولفو كليمنت ماركو توريس
- بوبي آبرو
- هيرنان بيريز